# Carrer de la Freneria

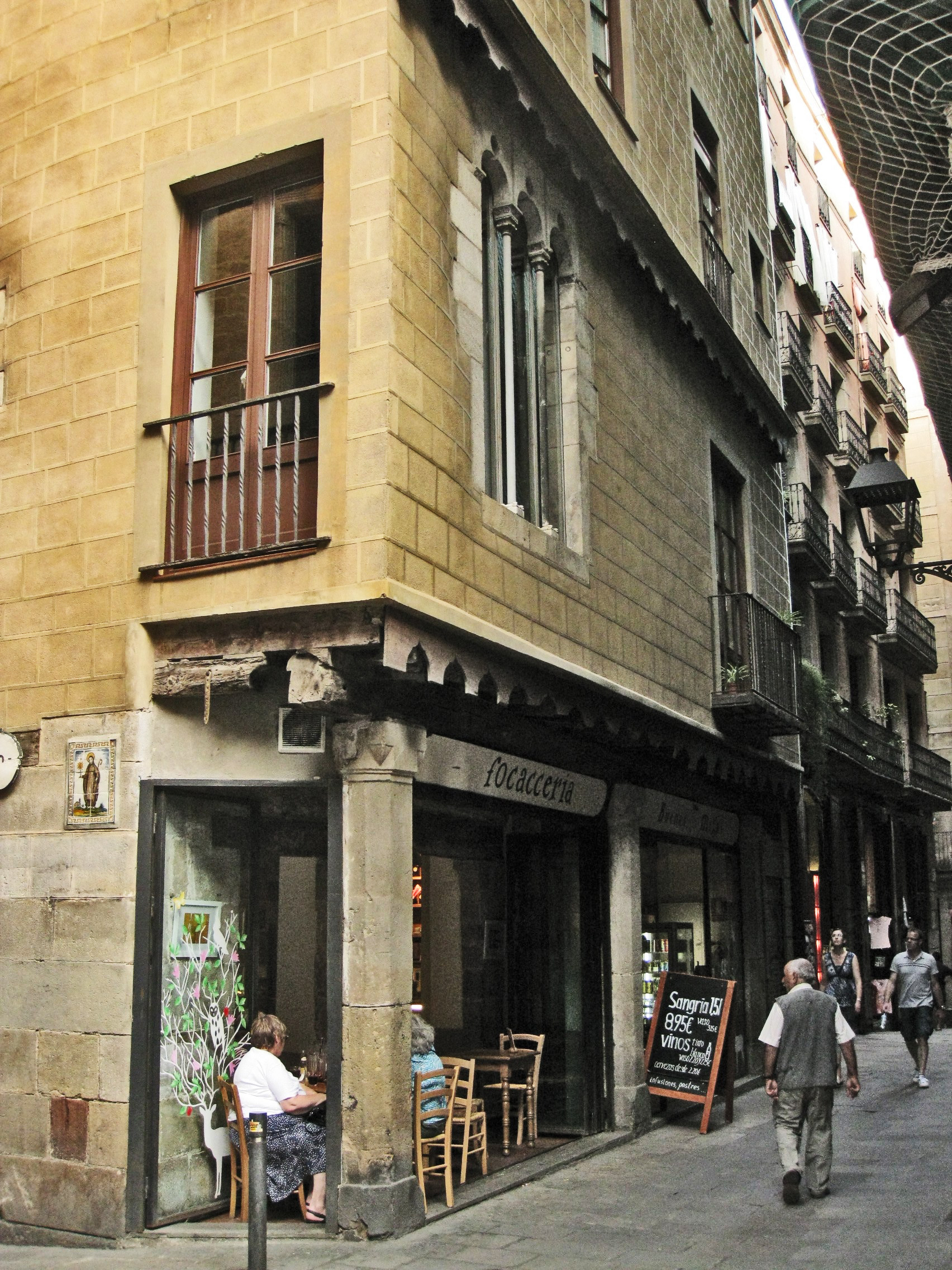
Edifici del carrer de la Freneria núm. 14, a la cantonada amb la Baixada de Santa Clara

El Carrer de la Freneria de Barcelona rep el nom per la casa gremial dels freners, els quals treballaven el cuir per a les selles de muntar, corretjam, proteccions d'armes, etc.

## Introducció
La freneria era un ofici dedicat a la creació d’equipament militar, específicament per als cavallers. El nom de l’ofici prové dels frens, unes peces de ferro que s'instal·len a la boca dels cavalls i es connecten a les regnes per permetre’n la conducció i control.

## Número 5
Al número 5 del carrer de la Freneria hi tenia la seva casa-taller-museu l'artista i escriptor modernista Alexandre de Riquer.

## Número 14
El número 14 és una casa residencial medieval del segle xv. Malgrat que es va modificar molt durant el segle xviii, encara conserva l'estructura volada de bigues de fusta sobre pilars de pedra octogonals, així com una finestreta lobulada al primer pis i una altra de coronella (aquesta afegida en època moderna).